# داء لافورا
داء لافورا هو اضطراب وراثي (وراثة صبغية جسمية متنحية مميتة) يتميز بوجود أجسام، تُعرف بأجسام لافورا (وهي عبارة عن تراكم جزيئات غير قابلة للذوبان مشتقة من الغليكوجين)، داخل سيتوبلازما الخلايا في القلب والكبد والعضلات والجلد.:545 داء لافورا أيضًا مرض تنكسي عصبي يسبب ضعفًا في نمو الخلايا العصبية القشرية الدماغية ومصنف ضمن اضطرابات استقلاب الغليكوجين. داء لافورا هو مرض تنكسي عصبي نادر يصيب البالغين وينتج عنه صرع الرمع العضلي ويؤدي عادةً إلى الوفاة بعد عدة سنوات منذ ظهور الأعراض.
وصف مرض لافورا في عام 1911من قبل عالم الأمراض العصبية الإسباني غونزالو رودريغيز لافورا (1886-1971)، أثناء إدارته لقسم الأمراض العصبية في المستشفى الحكومي للأمراض العقلية (المعاهد الوطنية للصحة الحالية، الولايات المتحدة).
كان غونزالو رودريغيز لافورا تلميذًا لسانتياغو رامون إي كاخال (الحائز على جائزة نوبل في علم وظائف الأعضاء والطب 1906) وأحد أبرز مؤيدي مدرسة كاغال أو المدرسة العصبية الإسبانية.
يكون المرض عادةً نادرًا جدًا عند الأطفال والمراهقين والبالغين على مستوى العالم. ومع ذلك، فإن معدل الإصابة أعلى بين الأطفال والمراهقين في المناطق التي تنتشر فيها علاقات سفاح القربى وزواج الأقارب، وهي البحر الأبيض المتوسط (شمال إفريقيا، وجنوب أوروبا)، والشرق الأوسط، والهند، وباكستان. يمكن أن تعاني الكلاب أيضًا من هذه الحالة. يمكن أن يحدث مرض لافورا تقريبًا في أي سلالة، ولكن الكلاب الألمانية من نوع داشهند، وباسيت، والبيغل هم أكثر عرضة للإصابة.
لا يعيش معظم المرضى من البشر بعد سن الخامسة والعشرين، وعادةً ما تكون الوفاة في غضون عشر سنوات من ظهور الأعراض أمرًا حتميًا. يمكن أن تبدأ الأعراض المتأخرة لهذا المرض في أي عمر اعتمادًا على الجينات المصابة. حاليًا، لا يوجد علاج لهذا المرض ولكن هناك طرق للتخفيف من الأعراض من خلال العلاجات والأدوية.

## العلامات والأعراض
تبدأ أعراض داء لافورا بالتطور خلال سنوات المراهقة المبكرة، وتتطور الأعراض مع مرور الوقت. سابقًا لم يكون يوجد بشكل عام ما يشير إلى وجود المرض، على الرغم من أنه في حالات قليلة، يظهر المرض على شكل اضطرابات في التعلم في عمر 5 سنوات تقريبًا. في حالات نادرة للغاية، قد لا تظهر الأعراض على الإطلاق حتى وقت متأخر من العقد الثالث من العمر، وتعد هذه الحالات بطيئة التقدم. السمة الأكثر شيوعًا للمرض هي النوبات التي وُصفت بشكل أساسي على أنها نوبات رمعية مع بعض حالات النوبات التوترية الرمعية المعممة، ونوبات الغياب غير النمطية، والنوبات الجزئية. الأعراض الأخرى الشائعة مع النوبات هي نوبات السقوط، والرنح، والعمى المؤقت، والهلوسة البصرية، والخرف الدراماتيكي السريع التطور.
العلامات والأعراض الشائعة الأخرى المرتبطة بالمرض هي التغيرات السلوكية نتيجة تكرار النوبات. يعاني المصابون خلال الوقت من تغيرات في الدماغ تسبب الارتباك، وصعوبات في الكلام، والاكتئاب، وتدهور الوظيفة الذهنية، وضعف في الذاكرة. إذا تأثرت مناطق من المخيخ بالنوبات، فمن الشائع أن نرى اضطرابات في الكلام والتنسيق والتوازن.
بالنسبة للكلاب المصابة بالمرض، فإن الأعراض الشائعة هي الارتعاش السريع، أو اهتزاز رأس الكلاب إلى الوراء، ونبرة عالية قد تشير إلى إصابة الكلب بالذعر، والنوبات المرضية.

## علم الوراثة
داء لافورا هو اضطراب وراثي صبغي جسمي متنحٍ، ينتج عن فقدان طفرات وظيفية في جين لافورين غليكوجين فوسفاتيز (EPM2A) أو جين إي 3 يوبيكويتين ليغاس (NHLRC1). تؤدي هذه الطفرات في أي من هذين الجينين إلى تشكل بولي غلوكوزان أو جسم اللافورا في سيتوبلازما القلب والكبد والعضلات والجلد.
اللافورين ضروري لصنع التركيب الطبيعي للغليكوجين. عندما تحدث الطفرة في جين EPM2A، يصبح تنظيم بروتين لافورين قليلًا وبالتالي تصبح كمية هذا البروتين قليلة أو لا يُنتج على الإطلاق. إذا كان هناك أيضًا طفرة في جين NHLRC1 الذي يصنع بروتين مالين، فلا يمكن تنظيم اللافورين وبالتالي يُنتج القليل منه.

## أجسام لافورا
يتميز مرض لافورا بوجود شوائب تسمى أجسام لافورا داخل سيتوبلازما الخلايا. أجسام لافورا عبارة عن تراكم الغلكوزان أو جزيئات الغليكوجين ذات الشكل غير الطبيعي. الغليكوجين عند مرضى لافورا له سلاسل ذات أطوال غير طبيعية، ما يجعلها غير قابلة للذوبان، وبالتالي تتراكم، ويكون لها تأثير سام على الأعصاب.

## التشخيص
يُشخص داء لافورا عن طريق إجراء سلسلة من الاختبارات من قبل طبيب أعصاب أو اختصاصي في مرض الصرع أو اختصاصي في علم الوراثة. لتأكيد التشخيص، هناك حاجة إلى إجراء تخطيط كهربائي للدماغ والتصوير بالرنين المغناطيسي والاختبارات الجينية. قد تكون الخزعة ضرورية أيضًا لاكتشاف وتأكيد وجود أجسام لافورا في الجلد. عادةً تعد الاختبارات السريرية هي المشخصة في حال إذا جاء المريض إلى الطبيب وكان يعاني من حدوث نوبات أو من صعوبات في التعلم.

## العلاج
لسوء الحظ لا يوجد علاج لداء لافورا، إذ يقتصر العلاج على السيطرة على النوبات من خلال الأدوية المضادة للصرع والتشنج. يعتمد العلاج على الأعراض المحددة للفرد وشدة تلك الأعراض. بعض الأمثلة على الأدوية تشمل: فالبروات، ليفيتيراسيتام، توبيراميت، بنزوديازيبينات، أو بيرامبانيل. على الرغم من أنه يمكن السيطرة على الأعراض والنوبات لفترة طويلة باستخدام الأدوية المضادة للصرع، إلا أن الأعراض ستتطور وسيفقد المرضى قدرتهم على أداء الأنشطة اليومية ما يجعل معدل البقاء على قيد الحياة تقريبًا 10 سنوات منذ بدء الأعراض. تسوء جودة الحياة مع مرور السنين، إذ يحتاج بعض المرضى إلى وضع أنبوب تغذية حتى يتمكنوا من الحصول على التغذية والأدوية التي يحتاجونها من أجل الاستمرار عمل بعض وظائف الجسم، ولكن ليس بالضرورة العيش. وافقت الهيئات الصحية مؤخرًا على استخدام الميتفورمين في العلاج.

## الأبحاث
سُمي المرض على اسم جونزالو رودريغيز لافورا (1886-1971)، اختصاصي أمراض الأعصاب الإسباني الذي تعرف لأول مرة على أجسام لافورا عند المرضى. منذ اكتشاف المرض في أوائل القرن العشرين وحتى منتصفه، لم يُجر الكثير من الأبحاث حوله، حتى السنوات الأخيرة.
ترتكز الأبحاث الحديثة على كيفية تثبيط تكوين الغليكوجين، نظرًا لأن زيادة امتصاص الغلوكوز تؤدي إلى زيادة الغليكوجين، فمن المحتمل أن يتوقف تكوين أجسام لافورا في الخلايا العصبية في نماذج الفئران التي تعاني من نقص اللافورين مع تقليل فرص حدوث النوبات. استهدف هذا البحث هرمون الخلايا الشحمية ليبتين من خلال منع إشارات اللبتين لتقليل امتصاص الغلوكوز وإيقاف تكوين أجسام لافورا.
يبحث باحثون آخرون في الطرق التي تنظم بها أجسام لافورا على مستوى التعبير الجيني. هناك دراسة محددة تبحث في كيفية تنظيم اللافورين، والتعبير الجيني أو ظهور طفرات في الحمض النووي في داء لافورا ما يسمح بوجود المزيد من الفوسفات ويساعد على جعل الغليكوجين غير قابل للذوبان.
خلال العامين الماضيين (2015-2017)، شكل باحثون في الولايات المتحدة وكندا وأوروبا مبادرة لمحاولة إيجاد علاج لداء لافورا وذلك بتمويل من المعاهد الوطنية للصحة، بإدارة الدكتور ماثيو جينتري في جامعة كنتاكي. منذ أن وجد الباحثون الجينين اللذين يسببان صعوبة التعلم، فإنهم يستهدفون حاليًا كيفية تداخل الطفرات في هذه الجينات مع التمثيل الغذائي الطبيعي للكربوهيدرات في نماذج الفئران، ومن المتوقع أن يكون لديهم دواء أو أكثر جاهز للتجارب السريرية البشرية في غضون السنوات القليلة المقبلة.